# Feltham
Feltham is een wijk in het Londense bestuurlijke gebied Hounslow, in de regio Groot-Londen.

## Geboren
- Edmund Goulding (1891-1959), filmregisseur, scenarioschrijver, schrijver en acteur
- Steven Caulker (1991), voetballer